# Фукс, Дана
Дана Фукс (англ. Dana Fuchs, род. 19 января 1976) — американская актриса и певица. Наибольшую известность получила после выхода фильма «Через Вселенную».

## Биография
Младшая в семье шести музыкально одарённых детей, Дана родилась в Нью-Джерси и выросла во Флориде, а в 19 лет основала вместе с гитаристом Джоном Даймондом группу «Дана Фукс Бэнд» (Dana Fuchs Band) и отправилась в Нью-Йорк. Её популярность росла, и вскоре её начали приглашать для участия в совместных концертах с такими исполнителями, как Марианна Фейтфул и Этта Джеймс. Благодаря этим выступлениям на Дану обратили внимание продюсеры постановки «Love, Janis», после чего Фукс получила в ней роль Дженис Джоплин. Джоплин также является прототипом певицы Сэди, роль которой Фукс исполняет в мюзикле Джули Теймор «Через Вселенную».

## Фильмография
Актриса
- Через Вселенную (2007)
- Гробовщик (2011)

Вокалист саундтрека
- Малышка Шерри (2006)
- Через Вселенную (2007)

## Дискография
Альбомы группы The Dana Fuchs Band
- Lonely for a Lifetime (2003)
- Live in NYC (2007, концертный)

Сольные альбомы
- Love to Beg (2011)
- Bliss Avenue (2013)
- Songs from the Road (2014, концертный)